# 非裔哥斯達黎加人
非裔哥斯達黎加人（西班牙語：Afrocostarricense），是指祖先是黑人的哥斯達黎加人。
哥斯達黎加有4個少數族群:穆拉托人、黑人、美洲原住民和亞洲人，約8%人口是黑人和穆拉托人，他們多是19世紀牙買加黑人外勞的後裔。

## 歷史
第一批到達哥斯達黎加的黑人是由西班牙征服者帶來的，他們多是來自赤道-西非地區，來自這些地區的人們被認為是理想的奴隸，因為他們比其他非洲人更加健壯，友好和勤奮。他們主要是現在的岡比亞人，幾內亞的沃洛夫人，加納的阿散蒂人，貝寧和蘇丹人。奴隸也來自其他地方，如鄰國巴拿馬。
然而在下一個世紀，逐漸減少黑人與其白人之間的分歧。因為白人把女黑人當作他們的情婦並解放了從這個結合出生的孩子。同樣的事情開始發生美洲印第安人和黑人身上，他們的子女稱桑博人。在奴隸制時期，奴隸在可可種植園和牧場工作，隨著時間的推移，在1823年廢除了奴隸制後許多白人釋放了奴隸。
最大的哥斯達黎加黑人社區來自加勒比地區，今天構成哥斯達黎加黑人人口的大多數。哥斯達黎加擁有在古巴和巴拿馬之後最大的牙買加人散居人口。自1850年以來，非裔加勒比，特別是從巴拿馬和西印度群島來的漁民開始在哥斯達黎加的加勒比海岸定居，他們在從3月到9月的捕魚季節期間住在臨時營地，同時種植椰子，木薯和山藥，然後在下個捕魚季節收穫。自1828年以來，其中一些漁民與他們的家庭開始永久定居在哥斯達黎加。
到了19世紀下半葉，咖啡成為哥斯達黎加的主要出口產品。這些作物從太平洋海岸通過一個難以到達的叢林地形到達大西洋岸一方帶到歐洲。這增加了成本，消除了競爭力。為了彌補這種情況，1871年建造了大西洋海岸的鐵路和港口。由於當地勞動力稀缺，從意大利，中國，加勒比和中美洲進口工人。同一時間牙買加出現的就業危機導致了人口外流鄰國，所以在1872年12月20日，第一批牙買加工人有123名到達利蒙港在鐵路上工作。 從這一刻起，利蒙的牙買加工人數量迅速增加，明年在港口已經有1000多名祖先是阿散提人的牙買加工人。
許多牙買加人打算返回家園，但大多數人仍留在加勒比海岸的利蒙省。在1890年，鐵路遭受了金融危機，迫使許多工人通過在農業工作維持生計，他們開始為香蕉業工作，香蕉的生產在1907年達到頂峰。通常這些工人生活在種植園裡，對於哥斯達黎加了解甚少，他們不會說西班牙語，並保留牙買加的習俗。他們有自己的學校，教師來自牙買加。到2011年，非裔哥斯達黎加人分佈在7個哥斯達黎加省。